# Tom Boon
Tom Alain Boon (Ukkel, 25 januari 1990) is een Belgisch hockeyer. 

## Levensloop
Tom Boon komt uit een hockeyfamilie. Zijn grootmoeder Jacqueline Ronsmans was Belgisch international, net als zijn moeder en ooms Eric en Marc Coudron (Belgisch voormalig recordinternational met 358 wedstrijden). Ook zijn zus Jill speelt op het hoogste Belgische niveau.
Hij begon bij Royal White Star HC en speelde vanaf 2009 voor Racing Brussel als aanvaller. Met deze club werd hij in 2009, 2010, 2011, 2012 en 2013 landskampioen in het zaalhockey. In 2013 vertrok hij naar HC Bloemendaal en in 2015 (als eerste Belg ooit) nam hij met Dabang Mumbai deel aan de Hockey India League. Op dat moment was hij de duurste speler ooit die aantrad in deze competitie. In 2015 keerde Boon terug naar Racing. Met Racing werd hij vervolgens driemaal zaalhockeykampioen, met name in 2016, 2017 en 2018.  Sinds 2019 is hij actief bij Royal Léopold HC. Met deze club werd hij in 2022 landskampioen in het zaalhockey. 
Boon maakte zijn debuut bij het nationaal team in 2008. In 2009 werd hij met de Red Lions vijfde op het EK te Amstelveen en in 2011 vierde op het EK te Mönchengladbach. Eveneens in 2011 wonnen ze de Champions Challenge. In 2012 maakte hij deel uit van de selectie voor de Olympische Spelen te Londen,alwaar de Red Lions vijfde werden. Lange tijd zag het er naar uit dat Boon verstek zou moest geven na een breuk van zijn eerste middenhandsbeentje. Eveneens in 2012 werd hij met de nationale ploeg vijfde in de Champions Trophy. Op de Europese kampioenschappen van 2013 en 2017 behaalden hij met de nationale equipe zilver, evenals op de Olympische Zomerspelen van 2016 in Rio de Janeiro. In 2018 werd hij vervolgens wereldkampioen en in 2019 Europees kampioen met de Red Lions. In 2021 behaalde hij brons met de nationale ploeg op het EK.
Daarnaast is de aanvaller sporadisch actief bij het Belgisch zaalhockeyteam. Met de Indoor Red Lions nam hij onder meer deel aan het wereldkampioenschap van 2018.
In 2011 werd hij genomineerd voor het FIH All-Star Teams en in 2022 en 2023 won hij de Gouden Stick.